# 포우사게스아프리카살찐생쥐
포우사게스아프리카살찐생쥐(Steatomys opimus)는 붉은숲쥐과에 속하는 설치류의 일종이다. 중앙아프리카공화국과 콩고민주공화국의 토착종이다. 중앙아프리카에 널리 분포하며, 대형 개체군일 가능성과 서식지의 안전성을 가지고 있기 때문에 국제 자연 보전 연맹(IUCN)이 포우사게스아프리카살찐생쥐의 상태를 안정적으로 간주하고 있다.